# مجلس قضاء المسيلة
مجلس قضاء المسيلة. أنشأ بموجب الأمر 73-74 المؤرخ في 12 جويلية 1974 و الذي يتضمن إحداث مجالس قضائية. وتم تم تدشين مقره الحالي في سنة 1994 وتقع بنياته في الحي الإداري بالمسيلة.